# Kabinett Rössing
Das Kabinett Rössing bildete vom 1. Mai 1851 bis 23. Juni 1874 die von Großherzog August I. und seinem Nachfolger Peter II. berufene Landesregierung des Großherzogtums Oldenburg.
Die Neubildung des Kabinetts wurde notwendig, da der bisherige Staatsminister Dietrich Christian von Buttel zurücktrat, nachdem er keine Einigung zwischen Großherzog und Landtag über die Höhe des Militärbudgets erreichen konnte.
Mit der Ernennung des neuen Staatsministers Peter Friedrich Ludwig von Rössing begann die Reaktionsära im Großherzogtum Oldenburg. Rössing setzte schon im Folgejahr eine konservative Revision des Staatsgrundgesetzes von 1849 im Sinne des Großherzogs durch.
Allerdings kam es in der Amtszeit des Kabinetts auch zu einigen Reformen. So wurde 1853 die Kirchenverfassung neu geordnet und 1855 das Unterrichts- und Erziehungswesen neu geregelt. Auf dem Justizsektor wurden für das Großherzogtum eine neue Gerichtsverfassung, Gesetze über den bürgerlichen Prozess, eine Strafprozessordnung, eine Anwaltsordnung, ein Strafgesetzbuch (1857/1858) und Regelungen zum ehelichen Güterrecht sowie zum Erbrecht (1873) verabschiedet. Die Frage des oldenburgischen Erbfolgerechts in den Herzogtümern Schleswig und Holstein konnte im Februar 1867 mit dem Vertrag von Kiel geklärt werden.
Außerdem fällt die deutsche Reichsgründung in die Amtszeit der Regierung Rössing. Im Deutschen Krieg stand das Großherzogtum auf der Seite Preußens. Am 15. Juli 1867 schloss das Großherzogtum Oldenburg eine Militärkonvention mit Preußen ab. Diese hatte die Verschmelzung der oldenburgischen Armee mit der preußischen Armee zur Folge. Entsprechend wurde das Departement der Militärangelegenheiten am 30. September 1867 aufgelöst.
| Amt | Name |
| --- | --- |
| Staatsminister, Justiz, Kirchen und Schulangelegenheiten, Großherzogliches Haus und Äußeres (ab Februar 1852) | Peter Friedrich Ludwig von Rössing |
| Großherzogliches Haus und Äußeres                                                                             | Wilhelm von Eisendecher, bis Februar 1852 1 |
| Inneres | Karl von Berg, ab 22. August 1851 |
| Finanzen | August Christian Ferdinand Krell, bis 27. September 1856 Carl Zedelius, 1856 – 6. Februar 1872 Friedrich Andreas Ruhstrat, ab 1872                                         |
| Militärangelegenheiten                                                                                        | Berthold Diedrich Römer, bis 6. August 1857 Julius von Egloffstein, 6. August 1857 – 26. November 1861 Friedrich Wilhelm von Wedel, 27. November 1861 – 30. September 1867 |

Fußnoten